# ウッジャーテ＝トレヴァーノ
ウッジャーテ＝トレヴァーノ（伊: Uggiate-Trevano）は、イタリア共和国ロンバルディア州コモ県に存在した、人口約4,900人の基礎自治体（コムーネ）。
2024年1月1日にロナーゴと合併してウッジャーテ・コン・ロナーゴの一部となった。

## 地理

### 位置・広がり
コモ県南西部のコムーネ。県都コモから西へ10kmの距離にある。

#### 隣接コムーネ
コムーネとしてのウッジャーテ＝トレヴァーノは、以下のコムーネと隣接していた。CH-TIはスイス・ティチーノ州所属を示す。
- アルビオーロ
- ビッツァローネ
- コルヴェルデ
- ファロッピオ
- Novazzano (CH-TI)
- ロナーゴ
- ヴァルモレーア

### 地震分類
イタリアの地震リスク階級 (it) では、4 に分類される
。

## 行政

### 分離集落
ウッジャーテ＝トレヴァーノには、以下の分離集落（フラツィオーネ）がある。
- Canova, Romazzana, Trevano, Mulini, Somazzo

## 姉妹都市
- アーデルスドルフ、ドイツ 1998年
- Ruaudin、フランス 2013年